# Коко Шанел
Габријела Бонер „Коко“ Шанел (фр. Gabrielle Bonheur "Coco" Chanel; Сомир, 19. август 1883 — Париз, 10. јануар 1971) је била француска модна креаторка чије модернистичке мисли, мода инспирисана мушком одећом и трагање за скупом једноставношћу су је учинили важном личношћу у 20. веку моде. Била је оснивач једног од најпознатијих модних брендова, Шанел и готово шест деценија суверено владала париском високом модом. Њен изузетан утицај на моду био је такав да је она једина особа у пољу шивења именована на Тајм 100: Најважнијих људи века (енгл. Time 100: The Most Important People of the Century).
Коко Шанел је и творац Мале црне хаљине.
Највећи успех у животу био је инспирација мушком одећом. Са жена је скинула корсете, скратила им фризуре и хаљине да би се осећале удобније, баш као мушкарци.

## Младост
Габријела Бонер Шанел је рођена 1883. године као ванбрачно дете, Евгеније Жане Девол, у добротворној болници коју су водиле Систерс оф Провиденце (сиротиште) у Сомиру, Мен и Лоара, Француска. Она је била друго Жанино дете са Албертом Шанелом; прва, Жилијен, рођена је годину дана раније. Алберт Шанел био је трговачки путник и продавао је радну одећу и доње рубље, живео је номадским животом, путујући по градовима. Породица је боравила у изнајмљеним кућама. Године 1884. оженио је Жану Девол, убеђен од стране њене породице која је платила Алберту да је ожени. По рођењу, име Шанел је уписано у службени регистар као "Шаснел". Жана је била превише болесна да присуствује регистрацији, а Алберт је регистрован као "путујући". У одсуству оба родитеља, презиме је погрешно уписано, вероватно због техничке грешке. Пар је имао петоро деце - два дечака и три девојчице - који су живели претрпани у једнособном стану у граду Брив ла Гајард.
Када је Габријела имала 12 година, њена мајка је умрла од туберкулозе, у 32. години живота. Њен отац је послао своја два сина да раде као пољопривредни радници, а своје три ћерке послао у Корез, централна Француска, у католички манастир Обазена, који је имао сиротиште. То је био оштар, штедљив живот, који је захтевао строгу дисциплину. Упркос овој трагедији, смештање у сиротиште можда је била најбоља ствар за будућност Габријеле, јер је тамо она научила кројачки занат. У осамнаестој години, Шанел, која је била престара за боравак у Обазену, одлази да живи у кући за католичке девојке у граду Мулен.
Касније током живота, Шанел је нешто другачије говорила о свом детињству; она би често наводила гламурозније рачуне, који су били улавном неистинити. Говорила је да, када јој је умрла мајка, отац је отпловио за Америку у потрази за својом срећом, а њу послао да живи код две тетке. Она је такође тврдила да је рођена деценију после 1883. године и да је њена мајка умрла када је имала много мање од 12 година.

## Приватни живот и рана каријера

### Тежње ка сценској каријери
Шанел је, након што је научила кројачки занат током шест година у Обазену, могла да нађе посао као кројачица. Када није шила, певала је у кабареу чији су посетиоци били официри коњице. Шанел је своје дебитантске наступе почела у кабареу, кафе "Ла Ротонде", у Мулену. Са осталим дамама је у време паузе између наступа, забављала публику. У то време Габријела је добила име "Коко", вероватно због две популарне песме по којима је постала позната "Ко Ко Ри Ко" и "Ко је видео Коко"(Qui qu'a vu Coco dans l'Trocadéro ?).

#### Балзан и Капел
У Мулену, Шанел упознаје младог француског бившег официра коњице и богатог наследника текстила Етјена Балзана. У двадесет трећој години, Шанел је постала Балзанова љубавница и као његова нова миљеница. Наредне три године живела је с њим у дворцу близу Компјења. То је био удобан живот; Балзаново богатство и слободно време омогућавали су организовање забава. Балзан је Шанел открио све лепоте богаташког живота, поклањао јој је скупоцене хаљине, дијаманте и бисере.
 1908. године, Шанел је започела везу са Балзановим пријатељем, индустријалцем Артур Едвард "Бој" Капелом. Капел, члан енглеске високе класе, приуштио је Шанел стан у Паризу и финансирао њене прве продавнице. Говорило се да је Капелов кројачки стил утицао на концепцију изгледа Шанел. Дизајн бочице, за парфем Шанел бр. 5, имао је два порекла, оба се могу приписати софистицираној сензибилности дизајна Капела. Пар је проводио време заједно у одмаралиштима као што је Довил, али упркос надама Шанел да ће бити заједно, Капел јој никада није био веран. Њихова веза трајала је девет година. Чак и након што се Капел оженио енглеском аристократкињом 1918. године, није потпуно прекинуо са Шанел. Погинуо је у саобраћајној несрећи 21. децембра 1919. На месту Капелове несреће, Шанел је поставила споменик.
Шанел је започела дизајнирање шешира док је живела са Балзаном, у почетку била је то разонода која је прерасла у бизнис. Она постаје лиценцирана модисткиња 1910. године и отвара бутик у улици 31 Камбон, у Паризу, под називом Шанел Мода. Пошто је у овом локалу већ била продавница одеће, Шанел је на тој адреси продавала само своје креације шешира. Каријера Шанелове је процветала када је позоришна глумица Габријела Дорзиат носила њене шешире у представи Бел Ами Фернанда Нозиереа 1912. године. Након тога, Дорзиат је поново била модел на фотографијама објављеним у магазину Лес Модес.

#### Довил и Бијариц
Године 1913. Шанел је отворила бутик у Довилу, уз финансијску помоћ Артура Капела, где је представила једноставну, сведену и комфорну одећу. Мода је конструисана од скромних материјала као што су жерсеј и трико, у то време примарно је коришћена за мушко доње рубље. Била је на популарној локацији, у улици моде, у центру града. Овде је Шанел продавала шешире, јакне, џемпере, морнарске блузе. Шанел је имала велику подршку два члана породице, њену сестру Антоанету и тетку Адријану. Адријана и Антоанета су биле модели њених креација; свакодневно су шетале кроз град, рекламирајући креације Шанел.
Шанел, одлучна да поново оствари успех који је имала у Довилу, отворила је продавницу и у Бијарицу 1915. године. Бијариц, који се налази на Баскијској обали, окружен имућним шпанским муштеријама, тако је имала и неутралан статус током Првог светског рата. После годину дана, пословање се показало тако уносним да је 1916. године Шанел могла да врати Капелу уложен новац. Ово је била њена самостална одлука, без консултовања са Капелом. У Бијарицу је Шанел упознала великог руског племића Дмитрија Павловича. Били су љубавној вези, а блиске односе одржавали су дуго година касније. До 1919. Шанел је призната као кројачица и основала своју модну кућу у улици 31 Камбон, Париз.

## Настанак кројачице
Године 1918. Шанел је купила целу зграду у улици 31 Камбон, која се налазила у једном од најатрактивнијих делова Париза. 1921. године отворила је оно што се може сматрати раним оличењем модног бутика, са одећом, шеширима и додацима, а касније проширила понуду на накит и парфеме. До 1927. године Шанел је поседовала пет некретнина на улици Камбон, обухватајући зграде од 23. до 31.
У пролеће 1920. Шанел је упознала руског композитора Игора Стравинског, преко Сергеја Дјагиљева, балетског импресарија Бале Русе (Ballets Russes). Током лета, Шанел открива да породица Стравински тражи место за живот, напуштајући Совјетски Савез након рата. Она их је позвала у свој нови дом, "Бел Респиро", у париском предграђу Гарш, све док не пронађу погодније место за боравак. У "Бел Респиро" стижу током друге недеље септембра и остају до маја 1921. Шанел је такође подржала нови балет Бале Русе, у продукцији Стравинског, Посвећење пролећа (1913), упркос финансијског губитка анонимним поклоном Дјагиљеву, који је износио 300.000 франака. Поред израде своје модне колекције, Шанел је улагала доста енергије у дизајнирање костима за плес за врхунски Бале Русе. Између 1923. и 1937. сарађивала у представама кореографије Дјагиљева и плесача Вацлава Нижинског, посебно у плесној опери Плави воз; Орфеј и Краљ Едип.
Године 1922. на Лоншан хиподрому, Теофил Бадер, оснивач париских галерија Лафајет, упознао је Шанел са бизнисменом Пјер Вертхајмером. Бадер је био заинтересован за покретање продаје парфема Шанел бр. 5 у својој робној кући. Године 1924. Шанел је постигла споразум са браћом Вертхајимер, Пјер и Пол, директорима од 1917. године еминентне парфемске и козметичке куће Буржуа. Створили су заједнички бренд "Шанел парфеми", а Вертхајимери су се сложили да обезбеде потпуну финансијску подршку за производњу, пласман и дистрибуцију парфема Шанел бр. 5. Вертхајмери би добили седамдесет посто профита, а Теофил Бадер двадесет посто. За осталих десет посто, Шанел је лиценцирала своје име "Шанел парфеми", није учествовала у целом пословном процесу. Незадовољна споразумом, Шанел је више од двадесет година посветила стицању потпуне контроле над брендом "Шанел парфеми".

### Удружења са британским аристократама
Године 1923, Вера Бејт Ломбарди, наводно ванбрачна ћерка Маркуса од Кембриџа, омогућила јој је улазак у највиши ниво британске аристократије. Била је то елитна група која се кретала око личности као што је политичар Винстон Черчил, аристократа попут војводе Вестминстера, и краљева попут Едварда, принца од Велса. У Монте Карлу 1923. године, у четрдесетим годинама, Шанел је, Ломбарди упознала са богатим војводом од Вестминстера, Хју Ричард Артур Гросвенором, познатим као "Бендор". Војвода од Вестминстера је обасипао Шанел екстравагантним накитом, скупом уметношћу и домом у престижном престоничком округу Мајфер у Лондону. Његова веза са Шанел трајала је десет година.
Војвода, отворени антисемит, појачао је природну антипатију Шанел према Јеврејима. Заједно су делили изражену хомофобију.
Као и са војводом, она је упознала, поново преко Ломбардијеве њеног рођака, Принца од Валеса, Едварда VIII. Принц је наводно постао очаран са Шанел и удваро јој се упркос њеној вези са војводом од Вестминстера. Говорило се да је посећивао Шанел у њеном стану и тражио да га она зове "Давид", како су га звали само најближи пријатељи и породица.
Године 1927. војвода од Вестминстера дао је Шанел парцелу земље коју је купио у Рокебрун-Цап-Мартин на француској ривијери. Шанел је овде изградила своју вилу, коју је назвала Ла Пауса ("пауза за одмор"), ангажујући архитекту Роберта Стреица. Стреицов концепт за степениште и двориште садржао је дизајнерске елементе инспирисане Обазеном, сиротиштем у којој је Шанел провела своју младост. На питање зашто се није удала за војводу од Вестминстера, обично је говорила: "Има неколико војвоткиња од Вестминстера, а само једна Шанел".

### Дизајнирање за филм
Године 1931, док је била у Монте Карлу, Шанел је упознала Самјуела Голдвина. Упознала га је преко заједничког пријатеља, великог кнеза Дмитрија Павловича, рођака последњег руског краља Николе II. Голдвин је понудио Шанел изванредан предлог. За суму од милион долара (око седамдесет пет милиона у вредновању двадесет првог века), он би је одвео у Холивуд два пута годишње како би дизајнирала костиме за МГМ (Метро-Голдвин-Мејер) звезде. Шанел је прихватила понуду. Пратња на њеном првом путовању у Холивуд била је њена пријатељица Мисиа Серт. Шанел је дизајнирала одећу коју је носила на платну Глорија Свансон, у филму Вечерас или никад (1931), и за Ину Клер у филму Грци су имали реч за њих(1932). Грета Гарбо и Марлен Дитрих постале су јој приватни клијенти.
Искуство са дизајнирањем за Америчку филмску индустрију оставило је на Шанел лош утисак, као и Холивуд и удаљило је од света филма, који је осудила као "инфантилан". Шанел је наставила да дизајнира костиме за неколико француских филмова, међу којима је и Жан Реноаров из 1939. године Правило игре, у којој је била призната као Кућа Шанел. Шанел је упознала левичара Реноара са Лукином Висконтијем, свесна да се стидљиви Италијан надао да ће радити на филму. Реноар је био одушевљен Висконтијем и позвао га је да ради на његовом следећем филмском пројекту.

### Ривалство са Елсом Скјапарели
Шанел мода била је уносно пословно предузеће, до 1935. запошљавала је 4.000 људи. Како је 1930. одмицала, место Шанел на престолу високе моде било је угрожено. Изгледало је да дечачки изглед и кратке сукње из 1920-их година нестају преко ноћи. Дизајн за филмске звезде у Холивуду није био успешан и није повећао њену репутацију као што се очекивало. Још значајније, Шанел је засенила њена главна супарница, дизајнерка Елса Скјапарели. Скјапарелин иновативни дизајн, испуњен поигравањем са надреалистичким украсима, осваја критичко признање и ствара ентузијазам у модном свету. Осећајући да је изгубила свој престо, Шанел је сарађивала са Жан Коктоом на његовом позоришном комаду Краљ Едип. Костими које је дизајнирала били су исмејавани и оштро критиковани. Она је такође била укључена у израду костима за балет  Баханалија, Бале Русе у Монте Карлу. Дизајнер је био Салвадор Дали. Међутим, због ратне декларације Енглеске, 3. септембра 1939. године, балет је био приморан да напусти Лондон. Они су оставили костиме у Европи и, према Далијевом иницијалном дизајну, поново су шивени.

## Други светски рат
На почетку Другог светског рата, 1939. године, Шанел је затворила своје продавнице, одржавајући свој стан смештен изнад модне куће у улици 31 у Камбону. Рекла је да то није време за моду, због њене одлуке, 4.000 запослених жена је изгубило посао. Шанел је отворено износила мишљење о својим политичким ставовима. Њена мржња према Јеврејима, ојачана њеним годинама проведеним у католичком манастиру и повезаношћу са друштвеним елитама, учврстила је њена уверења. Делила је са многима у својим друштвеним круговима уверење да су Јевреји претили Европи због бољшевичке владе у Совјетском Савезу.
Током немачке окупације, Шанел је боравила у хотелу Риц. Њена романтична веза са Бароном (Freiherr) Ханс Гинтер од Динклага, немачким дипломатом у Паризу и бившим официром и генералним тужиоцем пруске војске, који је био оперативац у војним обавештајним службама од 1920. године, олакшала јој је боравак у Рицу.

### Борба над власништвом Шанел парфема
Други светски рат, специфичан по нацистичком одузимању имовине и пословних предузећа Јеврејима, пружио је Шанел прилику да стекне пуну финансијску контролу над парфемима Шанел и најпрофитабилнијим производом, Шанел број 5.
Власници парфема Шанел, Вертхајимери, били су Јевреји. Шанел је искористила своју позицију као "Аријац" да поднесе захтев њемачким званичницима да легализују захтев о једнаком власништву. Шанел није била свесна да су Вертајмери, предвиђајући предстојеће нацистичке мандате против Јевреја, у мају 1940. године легално пенели власништво над парфемима Шанел, Феликсу Амиоту, хришћанском француском бизнисмену и индустријалцу. На крају рата, Амиот је вратио "Шанел Парфеме" назад Вертхајеимерима.
Шанел је унајмила адвоката који је тужио Вертхајмере. На крају, Вертхајмери и Шанел су дошли до заједничке одлуке, преговарајући поново на основу уговора из 1924. године. Дана 17. маја 1947. Шанел је добила ратни профит од продаје парфема Шанел бр. 5, у износу који је еквивалентан девет милиона долара вредновања двадесет првог века. Њен будући удео би био два процента од свих продатих Шанел бр. 5 парфема широм света. Финансијска корист за њу је била огромна. Њена зарада је била у вредности од 25 милиона долара годишње, чинећи је у то време једном од најбогатијих жена на свету. Осим тога, Пјер Вертхајмер се сложио са необичним условима које је предложила сама Шанел. Вертхајмер се сложио да плаћа све њене животне трошкове, од безначајних до великих, до краја њеног живота.

## Послератни живот и каријера
Године 1945. Шанел се преселила у Швајцарску, где је живела неколико година, и у неком периоду са Динклагеом. Године 1953. продала је своју вилу Ла Пауса на француској ривијери издавачу и преводитељу Емери Ревесу. Пет соба из виле Ла Пауса су реплициране у Музеју уметности у Даласу, у кући колекције Ревес ', као и комади намештаја који су припадали Шанел.
За разлику од предратне доби, када су жене владале као престижни модни креатори, Кристијан Диор је постигао успех 1947. године својим "Новим изгледом", а кадар мушких дизајнера постигао је признање: Диор, Кристобал Баленсијага, Роберт Пиге и Жак Фат. Шанел је била уверена да ће се жене на крају побунити против истанчаног укуса мушких креатора, што је она назвала као "нелогичан" дизајн.
Са нешто више од 70 година, након што је њена модна кућа затворена већ 15 година, осетила је да је право време да поново уђе у свет моде. Оживљавање своје модне куће 1954. године у потпуности је финансирао њен супарник у парфемској битки, Пјер Вертајимер. Њена повратна колекција из 1954. године добила је "отровни" пријем од стране француске штампе, не само зато што је Шанел још увек морала да поврати своју репутацију након контроверзних ратних активности, већ зато што је одећа изгледала суштински конзервативно, нудећи мало модернији изглед. Бетина Балард, утицајни уредник америчког магазина Воуг, ипак је остала лојална Шанел и изабрала модел Мари-Хелен Арно за "Шанел лице", у мартовском издању из 1954. Хенри Кларк је био фотограф, носила је три одевне комбинације: црвена хаљина са В-изрезом, упарена са бисерном огрлицом; вечерња хаљина са карнерима; и, како би се све уклопило и одговарало обема комбинацијама на захтев Бетине Балард, безвремени Шанел костим – комплет који карактерише сукња до колена и кратак, струкиран сако. Арно је носила ову одевну комбинацију, "сако са поставом, нараменицама, два џепа и рукавима који су били украшени дугмићима боје злата " преко "беле кошуље са крагном, са каишем који се закопчава на струку, и једноставне сукње до колена". Балард је купила и костим за себе, што је дало "огроман утисак опуштене, младалачке елеганције ", и поруџбине гардеробе коју је Арно рекламирала, врло брзо су биле распрострањене широм земље.

## Последње године
Према Едмонду Чарлс-Роју, Шанел је била изузетно усамљена касније у животу. У својим последњим годинама понекад је била у друштву Жака Чазота и њеног блиског пријатеља Лило Маркуанда. Блиска пријатељица била јој је и бразилка Ејми де Хирен, која је живела у Паризу, четири месеца годишње, у оближњем хотелу Мауриц. Са војводом Вестминстром, бившим ривалом делила је лепе успомене. Често су шетали заједно по центру Париза.

## Смрт
Шанел је, почетком 1971, имала 87 година, била је уморна и болесна. Изводила је своју уобичајену припрему пролећне колекције. У суботу, 9. јануара поподне, отишла је у дугу вожњу. Убрзо после тога, осећајући се болесно, отишла је рано у кревет. Умрла је у недељу, 10. јануара 1971. у хотелу Риц, где је боравила више од 30 година. Њена сахрана је одржана у Цркви Свете Мадлене; модни модели су заузели прва седишта током церемоније, а њен сандук био је покривен белим цветовима - камелијама, гарденијама, орхидејама, азалејама и неколико црвених ружа. Отишла је у правом Шанел стилу, говорећи: "Значи, овако се умире."
Њен гроб се налази на гробљу Боа-де-Ву, Лозана, у Швајцарској.
Већину њеног имања наследио је њен нећак Андре Палас, који је живео у Швајцарској и његове две кћерке, које су живеле у Паризу.

## Наслеђе дизајнера
Шанел је уске корсете заувек склонила са модне сцене. Кринолине и жипони, све што је спутавало жену да се слободно креће били су сада прошлост; почела је нова ера, нестале су "барокне пунђе, дуга коса, дуге сукње". Њен истанчан укус је редефинисао модну жену у доба после Првог светског рата. Марка Шанел била је асоцијација на лакоћу и удобност.
Њена властита склоност ка спортском животу довела је до дизајна удобне одеће. Дизајнирала је одећу инспирисана наутиком, због честих излета јахтом: мајицу на морнарске пруге, звонарице, џемпере уз врат и еспадриле - које су традиционално носили морнари и рибари.

### Жерсеј тканина
Шанел је тријумфовала употребом тканине жерсеј, машинског плетеног материјала који је за њу произвела фирма Родије. Костим Шанел састоји се од сакоа и сукње до колена, упарене са дужом блузом. Овај комплет, ношен са ципелама са ниском потпетицом, постао је неформални изглед међу скупом женском гардеробом. Пре тога, жерсеј се претежно користио само за чарапе и за спортску опрему за тенис, голф и плажу, као и за израду мушког доњег рубља. Сматран је превише "обичним" да би се користио у моди. Дизајнери су имали потешкоће, јер је шивење било теже у односу на друге материјале.
Њено увођење жерсеја у високу моду добро је било из два разлога. Прво, рат је проузроковао недостатак других материјала, а друго, жене су желеле једноставнију и практичнију одећу. Њени жерсеј костими и хаљине били су практични и омогућавали су слободно кретање. У то време, било је веома цењено, јер су жене радиле у ратно време као медицинске сестре, у државној служби и у фабрикама. Њихов рад је захтевао кретање и морале су да се возе, аутобусима, возовима и бициклима. Оне су желеле одећу која је удобна и коју су могле обући без ичије помоћи.

### Шанел одело
Шанел је креирала одело од твида, ради удобности и практичности. Састоји се од сакоа и сукње шивене гипком и лаганом вуном или твид материјалом. Као и блузе обложене жерсеј или свиленим материјалом. Шанел није користила нараменице или чврст материјал, као што је било уобичајено у савременој моди. Она је дизајнирала изрез око врата да би удобно ослободила врат, и додала функционалне џепове дизајниране да држе ствари. Због веће удобности, сукња је имала ластиш око струка, уместо каиша. Још важније, велика пажња је посвећена детаљима приликом шивења. Мере клијента узимане су у стојећој позицији са рукама испруженим у висини рамена. Шанел је тестирала моделе, шетајући их, пела их је на платформу као да се пењу степеницама имагинарног аутобуса и савијали су се као да седају у ниски спортски аутомобил. Шанел је желела да се увери да жене могу да раде све ове ствари док носе њено одело, без случајног излагања делова тела које су желеле да покрију. Сваког клијента би поново поправљала, све док њихова одела не би била довољно удобна да свакодневне активности обављају удобно и лако.

### Камелија
Камелија је била инспирисана литерарним делом Александра Диме Сина, Дама с камелијама. Његова јунакиња и њена прича су вапили за Шанел, још од њеног настанка. Цвет је био повезан са куртизаном, која је носила камелију како би означила њену слободу. Камелија је идентификована са Кућом Шанел; дизајнерка је то први пут употребила 1933. године као декоративни елемент на црно – белом оделу.

### Мала црна хаљина
Након жерсеј одела, концепт мале црне хаљине, често се цитира као допринос Шанел модном лексикону; то је стил који се и данас носи. Године 1912-13, глумица Сузан Орланди била је једна од првих жена које су носиле сомотску Шанел малу црну хаљину, са белом огрлицом. Шанел је рекла себи да ће у 1920. години, посматрајући публику у опери, обући све жене у црно.
Године 1926. у америчком издању Воуг магазина била је објављена слика Шанел црне хаљине са дугим рукавима. Воуг је предвидео да би тако једноставан, али елегантан дизајн, постао врста униформе за жене од стила. Сувоњав изглед је изазвао широко распрострањену критику од мушких новинара, који су се жалили. Популарност мале црне хаљине, делимично се може приписати времену њеног настанка. 1930-их година било је доба велике депресије, када је женама била потребна приступачна мода. Шанел се хвалила да је омогућила мање богатима да "ходају као милионери". Шанел је почела да прави мале црне хаљине од вуне за дан, и сатена или сомота за вече.

### Накит
Шанел је представила линију накита која је била концептуална иновација, јер су дизајн и материјали симулирали драго камење. Ово је било револуционарно у доба када је накит био стриктно категорисан у добар или бижутерију. Њене инспирације биле су глобалне, често инспирисане традицијом дизајна Оријента и Египта. Богати клијенти који нису желели да приказују свој вредан накит у јавности могли су носити креације Шанел да би импресионирали друге.
Године 1933, дизајнер Пол Ириб сарађивао је са Шанел у стварању екстравагантних комада накита наручених од стране Међународног савеза трговаца дијамантима. Збирка, изведена искључиво у дијамантима и платини, изложена је јавности, и привукла велику пажњу; око 3.000 посетилаца је забележено у једномесечном периоду.
Шанел је претворила бижутерију у пожељни комад, нарочито када је носила на великим догађајима, као што је и чинила. Првобитно инспирисана вреднијим драгуљима и бисерима које су јој поклањали аристократски љубавници, Шанел је уложила свој сопствени драгуљ и удружила се са Дјук Фулко ди Вердуром, да би покренула линију накита куће Шанел. Бела емајлирана манжетна са украшеним малтешким крстом била је лични фаворит Шанел; постала је икона сарадње Вердура - Шанел.

### Парфем
Шанел није створила Шанел бр. 5, већ јој је аутор парфема предложио и замолио је да брендира његов парфем. Она је изабрала пети узорак који је он имао, и тако је настао Шанел бр. 5. Не желећи да уђе у козметичку индустрију, она је захтевала само 10% профита. Када је Шанел бр. 5 постао међународни хит, захтевала је да јој се поврати њено богатство. Она је објавила све своје предмете на суду, аутор парфема јој је на крају дао оно што је желела.

### Шанел торба
Године 1929. Шанел је представила торбу инспирисану војничким торбама. Њен танак каиш на рамену омогућио је да кориснику руке буду слободне. Након повратка у свет моде, Шанел је у фебруару 1955. обновила дизајн, стварајући "2.55" торбу, названу по датуму њеног стварања.
Детаљи на класичној торби преобликовани су тек 1980-их година. Карл Лагерфелд редизајнирао је копчу торбе како би се уклопила у укрштени Ц-лого. Уведена је и кожна трака која је преплетена кроз метални каиш на рамену, а остатак торбе је задржао основну форму. Фирма Шанел 2005. године издала је идентичну копију оригиналне торбе из 1955. у знак обележавања 50. годишњице њеног стварања.
Дизајн торбе инспирисан је периодом живота Шанел у сиротишту, и љубави према свету спорта. Ланац који је користи за каиш, асоцирао је на шатлене које су носили стражари сиротишта у којем је Шанел одрасла, док је унутрашња бордо облога личила на одоре које су носили у сиротишту. Шавови на спољашњој страни торбе подсећају на јакне које су носили тимаритељи коња, док истовремено побољшавају облик и волумен торбе.

### Препланули тен
Шанел се често сунчала, чинећи сунчање не само прихватљивим, већ и симболом који означава богатство и лепоту. Кроз историју, препланула кожа била је ознака за нижу, радничку класу. "Млечна кожа је означавала аристократију." До средине двадесетих година 20. века жене су се могле видети на плажи без шешира, и заштите од сунца. Шанел је учинила да препланули тен буде модеран.

## Популарна култура

#### Позориште
Бродвејски мјузикл Коко, музика Андреа Превена, књига и текстови Алана Џеј Лернера, отворен је 18. децембра 1969. и затворен 3. октобра 1970. године. Осликавао је у период од 1953. до 1954. године, када је Шанел поново успоставила своју модну кућу. Шанел је играла Кетрин Хепберн током првих осам месеци, а Данијел Дарије до краја извођења мјузикла.

#### Филм
Први филм о Шанел је био Шанел Солитер (1981), режирао га је Џорџ Кацзендер и глумила Мари-Франс Пизије, Тимоти Далтон и Рутгер Хауер.
Коко Шанел (2008) је био телевизијски филм у којем глуми Ширли Маклејн као 70-годишњу Шанел. Режирао Кристијан Дигве, у филму је такође глумила Барбара Бобулова као младу Шанел и Оливиер Ситрук као Бој Капел.
Коко пре Шанел (2009) је био биографски филм на француском језику који глуми Одре Тоту као младу Шанел, са Беноа Пулворд као Етјен Балсан и Алесандро Нивола као Бој Капел.
Коко Шанел и Игор Стравински (2009) је филм на француском језику у режији Јан Коунена. Ана Муглалис је играла Шанел, а Мадс Микелсен је играо Игора Стравинског. Филм је заснован по роману Криса Греналга, Коко и Игор из 2002. године, који се односи на наводну аферу између Шанел и Стравинског. Био је изабран за затварање Филмског фестивала у Кану 2009.